# Người LGBT và nghĩa vụ quân sự
Quân đội các nước trên thế giới có chính sách khác nhau đối với người đồng tính, song tính luyến ái. Hầu hết quân đội các nước phương Tây đã bỏ chính sách trục xuất những quân nhân có thiên hướng tình dục thiểu số. Trong 26 nước có quân đội trong NATO, hơn 20 nước cho phép người đồng tính và song tính phục vụ. Trong số những quốc gia là thành viên Hội đồng Bảo an Liên hiệp quốc, Anh và Pháp cho phép, ba quốc gia khác không cho phép bao gồm: Trung Quốc cấm hoàn toàn người đồng tính tham gia, Nga trục xuất tất cả người đồng tính trong thời bình nhưng cho phép vài người đồng tính nam phục vụ trong thời chiến và Hoa Kỳ thực hiện chính sách Không hỏi, không nói cho phép người đồng tính nhập ngũ nhưng không được công khai và cặp bồ. Israel là quốc gia duy nhất ở Trung Đông công khai cho phép người đồng tính tham gia quân ngũ.

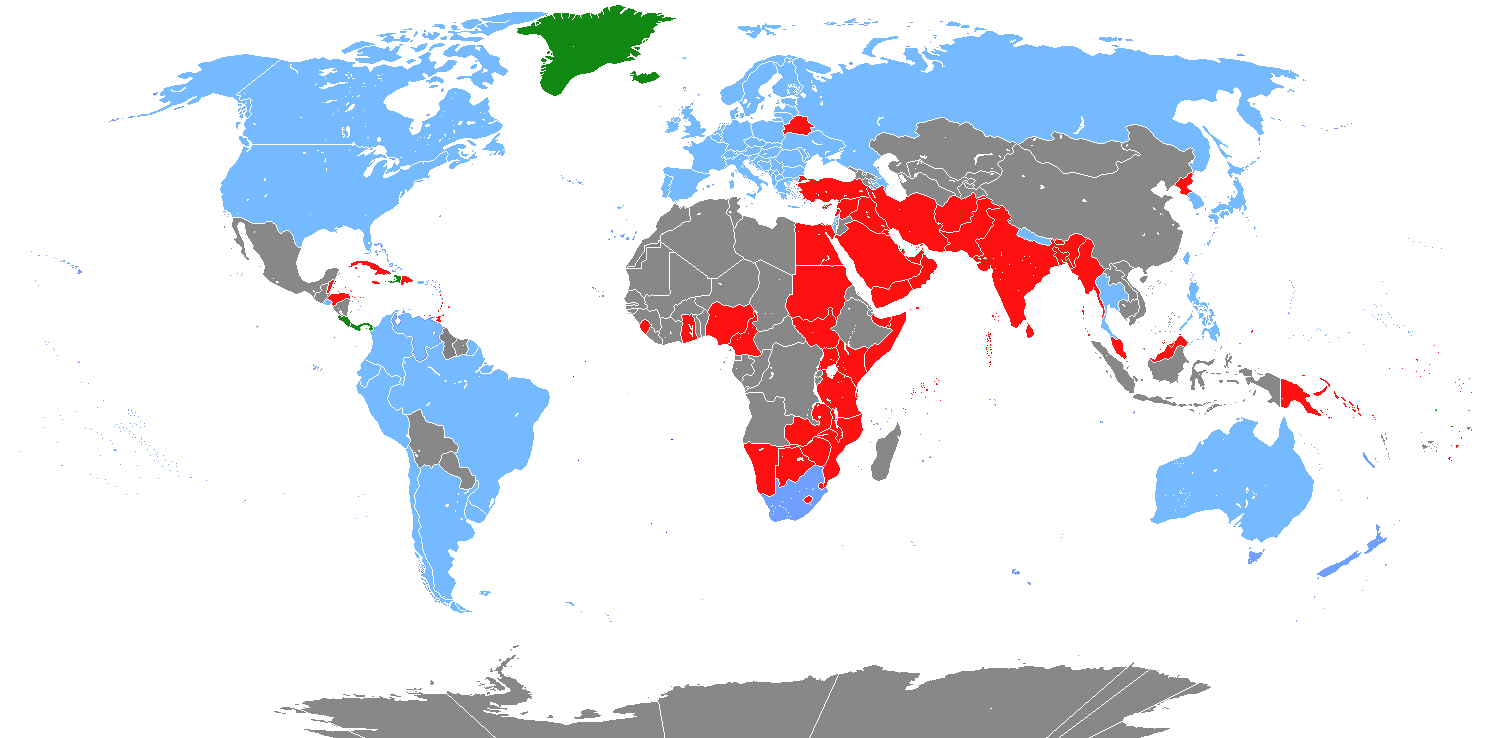
Quốc gia không cấm người đồng tính công khai trong quân đội.
Quốc gia cấm người đồng tính trong quân đội.

## Những nước cấm người đồng tính trong quân đội
Brasil, Cuba, Ai Cập, Hy Lạp, Iran, Bắc Triều Tiên, Ả rập Xê út, Singapore, Hàn Quốc, Syria, Thổ Nhĩ Kỳ, Venezuela, Yemen.

## Những nước cho phép người đồng tính trong quân đội
- Úc[5]
- Canada[6]
- Israel[7]
- Ý
- Hà Lan[8]
- Hoa Kỳ
- Anh[9]
- Thụy Sĩ[9]

## Các nước có chính sách khác
- Nga[10]
- Đức[11]